# Andreas Leknessund
Andreas Leknessund, né le 21 mai 1999 à Tromsø, est un coureur cycliste norvégien.

## Biographie
Au début de l'été 2019, il s'adjuge le titre de champion de Norvège du contre-la-montre. 
Il quitte la formation Uno-X Norwegian Development à la fin de la saison 2020 pour rejoindre l'équipe Sunweb.
Le 14 août 2022, il remporte en solitaire la 4e étape et le classement général de l'Arctic Race of Norway. C'est le deuxième coureur norvégien à gagner cette course depuis Thor Hushovd.
Il participe au Tour d'Italie 2023. Avant la quatrième étape, le premier du classement général Remco Evenepoel ne cache pas sa volonté de céder le maillot rose pour économiser les forces de ses équipiers. Leknessund est le coureur le mieux placé au classement parmi ceux présents dans l'échappée qui se dispute la victoire. Après avoir distancé les autres membres de l'échappée, Leknessund termine l'étape avec Aurélien Paret-Peintre. Le Norvégien choisit de rouler pour obtenir le maillot et ne peut empêcher la victoire au sprint du Français. Il endosse le maillot rose avec 28 secondes de marge sur Remco Evenepoel.
Leknessund signe un contrat avec l'équipe Uno-X Pro pour les saisons 2024 à 2026.

## Palmarès

### Palmarès amateur
- 2016
  - Grenland GP ITT Juniors
  - 2e du championnat de Norvège du contre-la-montre par équipes juniors
  - 2e du championnat de Norvège du contre-la-montre juniors
  - 5e du championnat d'Europe du contre-la-montre juniors
- 2017
  -  Champion d'Europe du contre-la-montre juniors
  -  Champion de Norvège du contre-la-montre juniors
  -  Champion de Norvège du contre-la-montre par équipes juniors
  - 2ea étape de la Course de la Paix juniors
  - 2e étape du Trophée Centre Morbihan (contre-la-montre)
  - Tour du Pays de Vaud :
    - Classement général
    - 1re étape

  - Tour Te Fjells Juniors :
    - Classement général
    - 1re et 3e (contre-la-montre) étapes

  - 2ea étape du Tour de Basse-Saxe juniors (contre-la-montre)
  - 2e de la Course de la Paix juniors
  - 2e du Trophée Centre Morbihan
  - 2e du championnat de Norvège sur route juniors
  - 8e du championnat du monde du contre-la-montre juniors
- 2018
  -  Champion de Norvège du contre-la-montre par équipes
  - Grenland GP ITT
  - 2e du championnat de Norvège du contre-la-montre
- 2019
  -  Champion de Norvège du contre-la-montre
  -  Champion de Norvège du contre-la-montre par équipes
  - Grand Prix Priessnitz spa : 
    - Classement général
    - 3e étape

  - 2e de Gand-Wevelgem espoirs
  - 2e du Circuit des Ardennes international
  - 2e de la Ronde de l'Isard
  - 2e du championnat de Norvège sur route
  - 5e du championnat d'Europe du contre-la-montre espoirs
- 2020
  -  Champion d'Europe du contre-la-montre espoirs
  -  Champion de Norvège du contre-la-montre
  -  Champion de Norvège du contre-la-montre par équipes
  - Aktiv Bemanning ITT
  - 1re étape du Tour te Fjells (contre-la-montre)
  - Hafjell TT
  - Lillehammer GP
  - Tour du Frioul-Vénétie Julienne : 
    - Classement général
    - 1re (contre-la-montre par équipes) et 3e étapes

  - 3e du championnat de Norvège sur route espoirs

### Palmarès professionnel
- 2021
  - 3e du championnat de Norvège du contre-la-montre
- 2022
  - 2e étape du Tour de Suisse
  - Arctic Race of Norway :
    - Classement général
    - 4e étape
- 2023
  - 8e du Tour d'Italie
- 2024
  - 1re étape du Sibiu Cycling Tour
  - 2e du Sibiu Cycling Tour
- 2025
  - Sundvolden GP
  - 2e du Ringerike GP

### Résultats sur les grands tours

#### Tour de France
2 participations
- 2022 : 28e
- 2025 : 57e

#### Tour d'Italie
1 participation
- 2023 : 8e,  maillot rose pendant 5 jours.

### Classements mondiaux
| Année                                 | 2018  | 2019 | 2020 | 2021 | 2022 | 2023 | 2024 |
| ------------------------------------- | ----- | ---- | ---- | ---- | ---- | ---- | ---- |
| Classement mondial                    | 1176e | 228e | 122e | 321e | 144e | 138e | 296e |
| UCI Europe Tour                       | 786e  | 191e | 101e | 270e | 121e | nc   | nc   |
|                                       |       |      |      |      |      |      |      |
| Légende : nc = non classéSource : UCI |       |      |      |      |      |      |      |